# أتلتيكو مدريد موسم 2004–05
كان موسم 2004–05 هو الموسم التاسع والتسعين في تاريخ أتلتيكو مدريد والموسم الثامن والستين في الدوري الإسباني، الدرجة الأولى لكرة القدم الإسبانية. ويغطي الفترة من 1 يوليو 2004 إلى 30 يونيو 2005. وعلى الرغم من استمرار فرناندو توريس في تسجيل أكثر من اثني عشر هدفاً في الموسم الواحد، وهو ما عزز مكانته كأفضل مهاجم شاب في إسبانيا، إلا أن أتلتيكو لم يتمكن سوى من تسجيل 40 هدفاً في الدوري. وهذا جعل الدفاع الناجح الذي قدمه لويس بيريا وبابلو إيبانيز أمرا حيويا للحفاظ على النادي في منتصف الجدول.